# Store Styggedalstinden
Store Styggedalstinden és la quarta muntanya més alta de Noruega, que es troba dins de les muntanyes d'Hurrungane, que formen part de la serralada de Jotunheimen. La muntanya està situada a la part oriental del municipi de Luster, al comtat de Vestland, Noruega. Aquesta muntanya està situada entre les muntanyes de Sentraltind i Jervvasstind i consta de dos pics, de 2,387 i 2,370 metres, respectivament.